# Бусленко Микола Пантелеймонович

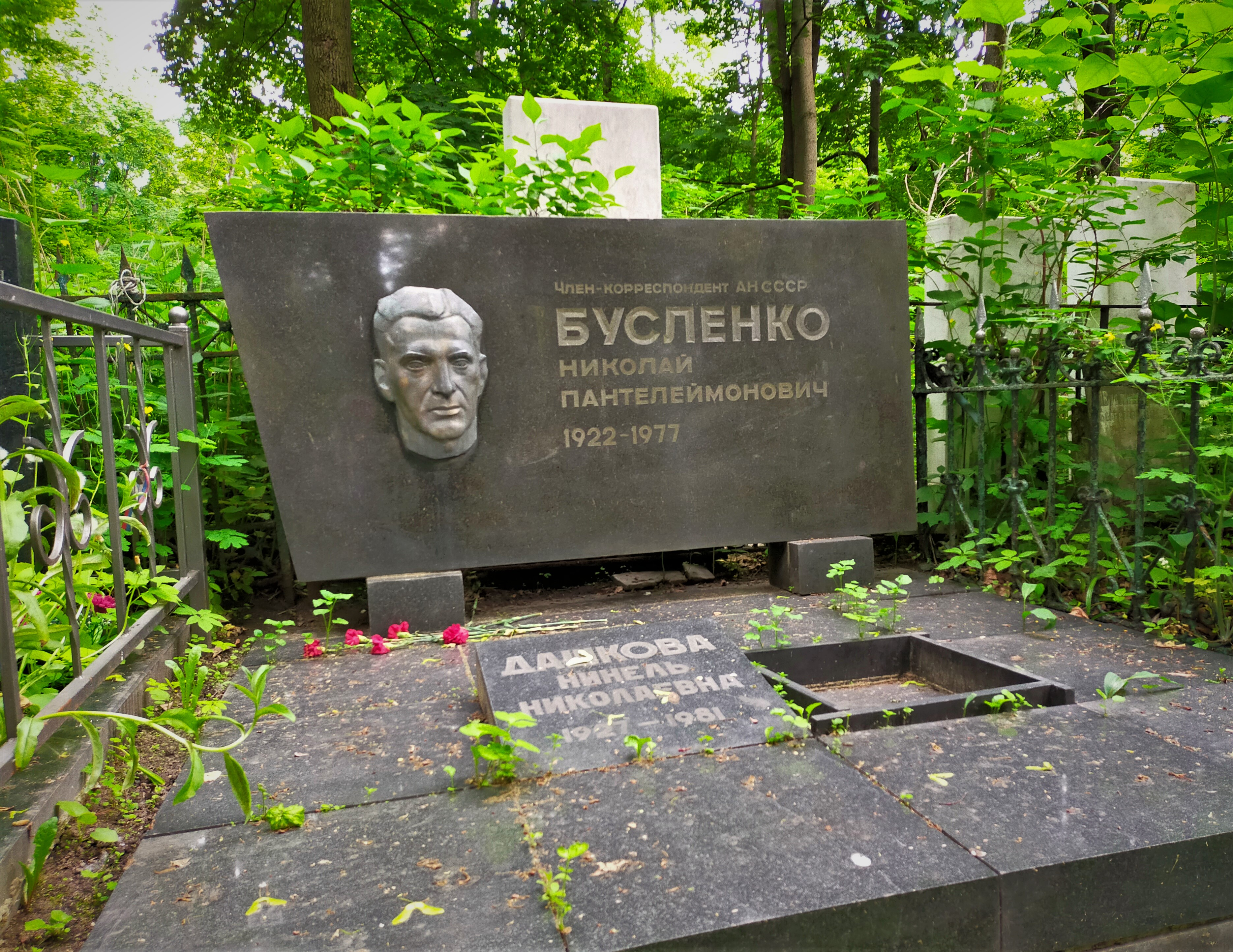
Могила М. П. Бусленко на Введенському кладовищі у Москві

Мико́ла Пантелеймо́нович Бусле́нко (нар. 15 лютого 1922, Ржищів Київської області — 28 лютого 1977, Москва) — математик. Член-кореспондент АН СРСР (1966).

## Життєпис
Закінчив одночасно Московську артилерійську академію та Московський державний університет (1952).
Працював на керівних посадах в інститутах Міністерства оборони СРСР у Москві.
Наукові дослідження у галузі теорії ймовірностей, методики статистичного моделювання, кібернетики, обчислювальної математики та її застосування до техніки, економіки.
Застосував метод Монте-Карло для обчислення ефективності систем озброєння. Створив теорію агрегатних систем (А-систем), спрямовану на вирішення завдань алгоритмічного синтезу та якісного дослідження моделей складних систем.
Зробив вагомий внесок у розроблення Загальнодержавної автоматизованої системи управління народним господарством (науковий керівник В. М. Глушков).
Доктор технічних наук (1960), професор (1962).

## Праці
- Метод статистических испытаний (Монте-Карло) и его реализация на цифровых вычислительных машинах. 1961 (співавт.)
- Моделирование сложных систем. 1968; 1978
- Лекции по теории сложных систем. 1973 (співавт.)